# Torsken
Torsken é uma comuna da Noruega, com 246 km² de área e 1 087 habitantes (censo de 2004). Está localizada na ilha de Senja.         